# 恋人強奪

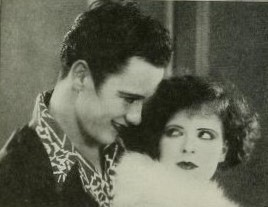
チャールズ・バディー・ロジャース(左)とクララ・ボウ

『恋人強奪』（こいびとごうだつ、Get Your Man）とは、1927年に公開されたアメリカ合衆国のロマンティック・コメディ映画。パラマウント作品。監督はドロシー・アーズナー、出演はクララ・ボウ、チャールズ・バディー・ロジャース、ジョセフ・スウィッカード。
アメリカ議会図書館は全6巻中2巻を欠いたこの映画の不完全なプリントを所蔵している。
パラマウントは1955年に著作権を更新しなかったため、現在この映画はパブリックドメインとなっている。

## あらすじ
フランス。親同士の取り決めで幼い頃に婚約を交わしたロベールとシモーヌ。17年後、成長した二人は結婚のため、パリを訪れる。そこでロベールはアメリカ人女性ナンシーと運命の出会いを数度繰り返し、恋をする。しかし、ナンシーはフィアンセのシモーヌの友人でもあった。ところがシモーヌから別に好きな人がいると打ち明けられ、ナンシーは一計を案じる。シモーヌの父ヴァラン侯爵のプロポーズを受ける代わりに、婚約を破棄させるのだ。ロベールは絶望するが、ナンシーの計画にはまだ続きがあった。わざとはしたない真似をして、侯爵を諦めさせ、ロベールとの結婚を親たちに認めさせるのだった。

## キャスト
- ナンシー・ウォーシントン; クララ・ボウ
- ロベール・アルバン; チャールズ・バディー・ロジャース（英語版）
- アルバン公爵; ジョセフ・スウィッカード（英語版）
- シモーヌ・ド・ヴァラン; ジョセフィン・ダン（英語版）
- ヴァラン侯爵; ハーヴェイ・クラーク

## 評価
『Photoplay』1928年2月号は『恋人強奪』に肯定的な批評を書いた。「ジョセフ・スウィッカードと"ハリー"（原文ママ）・クラークは素晴らしい演技、役にぴったりである。チャールズ・ロジャースはボーイッシュな魅力でたくさんのファンを獲得した。ストーリーは弱いが、絵は綺麗で、クララは相変わらずチャーミングで魅惑的」。その月のベストの1本に選ばれている。